# Ornebius occultus
Ornebius occultus är en insektsart som beskrevs av Henri Saussure 1877. Ornebius occultus ingår i släktet Ornebius och familjen Mogoplistidae. Inga underarter finns listade i Catalogue of Life.